# The Wall
The Wall je jedenácté studiové album britské hudební skupiny Pink Floyd, vydáno bylo v listopadu 1979 (viz 1979 v hudbě). Jedná se o rozsáhlou rockovou operu, která byla vydána jako dvojalbum. Projekt The Wall, jehož duchovním otcem a téměř výhradním autorem projektu byl baskytarista a zpěvák Roger Waters, obsahoval i živé koncertní provedení s divadelními vložkami a stejnojmenný celovečerní film, který byl do kin uveden v roce 1982. Deska The Wall se řadí mezi třicet nejlépe prodávaných alb v hudební historii.

## Popis alba a jeho historie

### Námět
The Wall je rocková opera – koncepční album s příběhem. Hlavním tématem alba je izolace člověka od lidí kolem. Koncepce alba byla silně inspirována incidentem na montréalském koncertě Pink Floyd 6. července 1977 (turné In the Flesh k albu Animals), kdy baskytarista skupiny Roger Waters plivl do tváře jednoho rozvášněného fanouška pod pódiem. To Waterse inspirovalo k myšlence jakési pomyslné zdi („the wall“) mezi obecenstvem a hudební skupinou, které se navzájem odcizují. Do tohoto konceptu zasadil Waters příběh rockového hudebníka jménem Pink, jehož život sleduje album The Wall. Pink je postava silně ovlivněná vlastním Watersovým životem. Ten byl totiž silně ovlivněn úmrtím svého otce ve druhé světové válce krátce po svém narození, na albu se ale objevuje i ponižování od učitelů, příliš ochranářská matka či rozchod s manželkou, která jej podváděla. Kvůli těmto skutečnostem, jež se objevují v jednotlivých skladbách alba, postupně vytváří Pink kolem sebe onu zeď, která jej izoluje od ostatní společnosti.

### Nahrávání
Projekt The Wall byl skupinou odsouhlasen v roce 1978, kdy Roger Waters nabídl ostatním členům kapely příběhy a vlastní demonahrávky dvou konceptů: The Wall a The Pros and Cons of Hitch Hiking. Skupina si vybrala první příběh, ten druhý se jí zdál příliš osobní. The Pros and Cons of Hitchhiking poté v roce 1984 zrealizoval Waters jako svůj první sólový projekt.
Album The Wall bylo kvůli anglickým daňovým zákonům a celkové finanční výhodnosti nahráváno mimo Británii, dělo se tomu ve dvou studiích ve Francii a ve dvou v USA. Autorem všech příběhu, textů a téměř veškeré hudby je baskytarista Roger Waters, který tak potvrdil svoji tehdejší dominanci ve skupině. Pouze tři skladby napsal společně s kytaristou Davidem Gilmourem a jednu s producentem Bobem Ezrinem. The Wall je od A Saucerful of Secrets první album Pink Floyd, které neprodukovala celá kapela dohromady. Waters si totiž přizval k produkci právě Boba Ezrina a jako asistenta Jamese Guthrieho, na produkci ale spolupracoval i David Gilmour.
Během nahrávání The Wall se vztahy mezi jednotlivými členy kapely vyhrotily. Roger Waters obviňoval klávesistu Ricka Wrighta, že jej nahrávání vůbec nezajímá a že do něj vkládá málo. Kvůli dalšímu sporu s Watersem o koprodukci alba, o kterou měl Wright zájem (podle Waterse ale jedině pod podmínkou, že k desce přispěje svoji hudbou, což se nestalo), ale byl klávesista, jeden ze zakládajících členů kapely, po ukončení nahrávání z kapely vyhozen. Klávesové party na The Wall dokončil společně s producentem Ezrinem, Wright ale nadále se skupinou spolupracoval na koncertech The Wall v letech 1980 a 1981 jako najatý hudebník.

## Vydávání alba a jeho umístění
Album The Wall vyšlo 30. listopadu 1979. Stejně jako několik předchozích alb Pink Floyd bylo komerčně úspěšné, ve Spojeném království se v žebříčku umístilo nejvýše na třetím místě, v USA se ale dostalo až na příčku první. Na CD vyšlo poprvé v roce 1984, v digitálně remasterované podobě roku 1994.

## Další části projektu
Na vydání alba na podzim 1979 navázaly koncerty v letech 1980 a 1981, z nichž bylo vydáno koncertní album Is There Anybody Out There? The Wall Live 1980-81. Posledním článkem projektu The Wall byl hudební film, jenž byl do kin uveden v roce 1982 pod názvem Pink Floyd: The Wall. Režie se ujal Alan Parker, roli Pinka zahrál zpěvák Bob Geldof.

### Ostatní verze

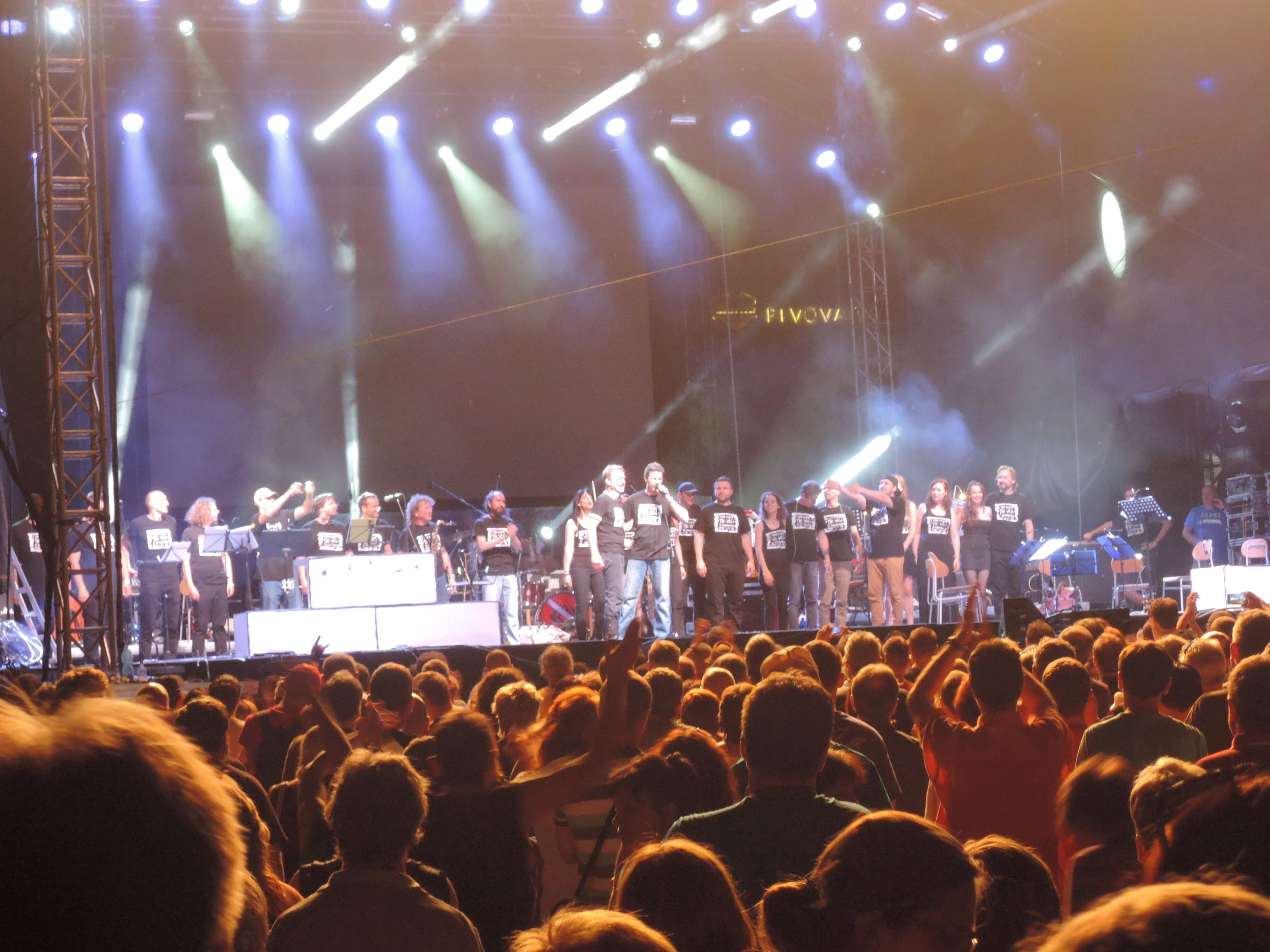
The Wall revival v roce 2016

V roce 1990 uspořádal Roger Waters při symbolické příležitosti pádu berlínské zdi koncert The Wall – Live in Berlin.
Dne 31. října 2009 se při příležitosti 30. výročí vydání alba uskutečnil v pražské O2 areně koncert The Wall 2009, který byl rekonstrukcí vystoupení Pink Floyd. Na projektu se pod vedením baskytaristy a zpěváka Filipa Benešovského podílelo množství českých hudebníků, jako hosté zde vystoupili i Michal Malátný (Chinaski), Jan Neckář (Bacily), Zdeněk Kluka a Roman Dragoun (oba Progres 2), Radim Hladík (Blue Effect) a syn Rogera Waterse Harry. Jednalo se již o sedmý koncert The Wall v podání Benešovského a jeho přátel, obdobná vystoupení (byť ve skromnějších podmínkách) se uskutečnila i v letech 2002 (Praha – klub Futurum), 2004 (Plzeň – náměstí Republiky; Praha – Lucerna), 2005 (Plzeň – DK Inwest; Žatec – náměstí Svobody), 2006 (Český Krumlov – Pivovarské zahrady) a později také v letech 2015 (Žatec – náměstí Svobody) a 2016 (Kroměříž – Velké náměstí).
Od září 2010 do září 2013 probíhalo po Severní Americe, Evropě, Oceánii a Jižní Americe sólové turné Rogera Waterse s doprovodnou kapelou s názvem The Wall Live. Koncertní záznam byl v letech 2014 a 2015 vydán jako film a zároveň živé album Roger Waters The Wall.

## Seznam skladeb
| Strana 1 | Strana 1                         | Strana 1 | Strana 1 |
| Pořadí   | Název                            | Autor    | Délka    |
| -------- | -------------------------------- | -------- | -------- |
| 1.       | In the Flesh?                    | Waters   | 3:19     |
| 2.       | The Thin Ice                     | Waters   | 2:27     |
| 3.       | Another Brick in the Wall Part 1 | Waters   | 3:21     |
| 4.       | The Happiest Days of Our Lives   | Waters   | 1:46     |
| 5.       | Another Brick in the Wall Part 2 | Waters   | 4:00     |
| 6.       | Mother                           | Waters   | 5:46     |

| Strana 2 | Strana 2                         | Strana 2        | Strana 2 |
| Pořadí   | Název                            | Autor           | Délka    |
| -------- | -------------------------------- | --------------- | -------- |
| 1.       | Goodbye Blue Sky                 | Waters          | 2:45     |
| 2.       | Empty Spaces                     | Waters          | 2:10     |
| 3.       | Young Lust                       | Waters, Gilmour | 3:25     |
| 4.       | One of My Turns                  | Waters          | 3:35     |
| 5.       | Don't Leave Me Now               | Waters          | 4:16     |
| 6.       | Another Brick in the Wall Part 3 | Waters          | 1:14     |
| 7.       | Goodbye Cruel World              | Waters          | 1:13     |

| Strana 3 | Strana 3                    | Strana 3        | Strana 3 |
| Pořadí   | Název                       | Autor           | Délka    |
| -------- | --------------------------- | --------------- | -------- |
| 1.       | Hey You                     | Waters          | 4:40     |
| 2.       | Is There Anybody Out There? | Waters          | 2:44     |
| 3.       | Nobody Home                 | Waters          | 3:26     |
| 4.       | Vera                        | Waters          | 1:35     |
| 5.       | Bring the Boys Back Home    | Waters          | 1:21     |
| 6.       | Comfortably Numb            | Gilmour, Waters | 6:24     |

| Strana 4       | Strana 4              | Strana 4        | Strana 4 |
| Pořadí         | Název                 | Autor           | Délka    |
| -------------- | --------------------- | --------------- | -------- |
| 1.             | The Show Must Go On   | Waters          | 1:36     |
| 2.             | In the Flesh          | Waters          | 4:13     |
| 3.             | Run Like Hell         | Gilmour, Waters | 4:19     |
| 4.             | Waiting for the Worms | Waters          | 4:04     |
| 5.             | Stop                  | Waters          | 0:30     |
| 6.             | The Trial             | Waters, Ezrin   | 5:13     |
| 7.             | Outside the Wall      | Waters          | 1:41     |
| Celková délka: | Celková délka:        | Celková délka:  | 81:09    |

## Obsazení
- Pink Floyd:
  - David Gilmour – kytary, baskytara, sekvencer, syntezátor, clavinet, perkuse, vokály, zpěv
  - Roger Waters – baskytara, syntezátor, elektrická kytara, akustická kytara, zpěv
  - Rick Wright – piano, varhany, synzetátor, clavinet, basové pedály
  - Nick Mason – bicí, perkuse
- Bob Ezrin – klávesy
- James Guthrie – perkuse, sequencer, syntezátor ve skladbě „Empty Spaces“, bicí ve skladbě „The Happiest Days of Our Lives“
- Lee Ritenour – elektrická kytara ve skladbě „One of My Turns“ a akustická kytara ve skladbě „Comfortably Numb“
- Ron di Blasi – klasická kytara ve skladbě „Is There Anybody Out There?“
- Trevor Veitch – mandolína
- Freddie Mandel – Hammondovy varhany ve skladbách „In the Flesh?“ a „In the Flesh“
- Frnak Marrocco – koncertina
- Larry Williams – klarinet ve skladbě „Outside the Wall“
- Jeff Porcaro – bicí ve skladbě „Mother“, pochodový vířivý buben ve skladbě „Bring the Boys Back Home“
- Bleu Ocean – pochodový vířivý buben ve skladbě „Bring the Boys Back Home“
- Bobbye Hall – perkuse
- Joe Chemay, Stan Farber, Jim Haas, Bruce Johnston, Jon Joyce, Toni Tennille – vokály
- žáci z londýnské školy Islington Green School – vokály ve skladbě „Another Brick in the Wall, Part II“

### Technická podpora
- Bob Ezrin – koproducent, orchestrální aranžmá
- James Guthrie – koproducent, zvukový inženýr, remastering
- Justin Dimma, Nick Griffiths, Rick Hart, Robert Hrycyna, Darren McIntomney, Patrice Queff – zvukoví inženýři
- Michael Kamen – orchestrální aranžmá
- Doug Sax – mastering a remastering
- Gerald Scarfe – přebal